# Songdo
Songdo eller Songdo International Business District er en planlagt international by og forretningsdistrikt. Byen ligger ved Incheons havnefront 65 km fra Seoul. Byen har forbindelse til Incheon International Airport via. den ca. 12,3 km lange motorvejsbro Incheon Bridge som åbnede i 2009.
Songdo City omfatter et kongrescenter (Songdo Convensia), en international skole, museum og en golfbane. Desuden opføres den over 300 meter høje skyskraber Northeast Asia Trade Tower og den over 600 meter høje skyskraber 151 Incheon Tower.
Byggeriet af byen blev påbegyndt i 2005 og den ventes færdigbygget i 2015. Projektet er anslået til at tage 10 år og koster 40 milliarder $, og det vil så gøre det til det største udviklingsprojekt i verdenshistorien.
Man vil afprøve en ny teknologi på infrastrukturen så det bliver nemmere at komme frem og tilbage og undgå køer, og så vil det være en af verdens første byer med informationssystemer der skal sikre at boligforhold, lægehjælp og et godt erhvervsliv skal sørge for byens fortsatte vækst.
Helhedsplanen af byen er blev designet af Kohn Pedersen Fox i New York, udvikling, arbejdskraft, og finansiering bliver leveret af nabobyen Incheon.
37°23′20″N 126°39′08″Ø / 37.38889°N 126.65222°Ø